# Wolfgang Köberer
Wolfgang Köberer (* 1. August 1949 in Selters) ist ein deutscher Navigationshistoriker.

## Leben
Köberer leistete nach dem Abitur (1968) am Martin-Butzer-Gymnasium (ehemals Martin-Butzer-Schule) in Dierdorf Ersatzdienst im schwarzen Ghetto in Philadelphia, Pennsylvania. Anschließend studierte er Rechtswissenschaften an der Johann Wolfgang Goethe-Universität in Frankfurt am Main mit einem Stipendium der Studienstiftung des Deutschen Volkes. Während seines Studiums war er Mitglied einer studentischen Arbeitsgruppe, die mit Strafgefangenen regelmäßige Gespräche führte und aus der ein fünfjähriges Resozialisationsprojekt der Deutschen Forschungsgemeinschaft entstand.
Nach seinem 2. Staatsexamen arbeitete er als wissenschaftlicher Mitarbeiter am Lehrstuhl für Strafrecht und Kriminalpolitik am Fachbereich Rechtswissenschaften der Johann Wolfgang Goethe-Universität.
Von 1984 bis 2023 war Wolfgang Köberer Rechtsanwalt und Strafverteidiger in der auf Strafrecht spezialisierten Sozietät „HammPartner“, die 1979 von Rainer Hamm und Werner Sarstedt gegründet wurde. 1995 wurde er mit einer Arbeit zur sozialwissenschaftlich-mathematischen Begründbarkeit von Strafzumessung promoviert.
Seit Mitte der 70er Jahre beschäftigt Wolfgang Köberer sich mit der Geschichte der Navigation und der Seekarten. Er entdeckte 1981 das älteste – bis dahin unbekannte – Handbuch der Navigation in (nieder-)deutscher Sprache, das 2009 als Faksimile vom Deutschen Schifffahrtsmuseum in Bremerhaven im Oceanum Verlag neu herausgegeben wurde. Seitdem hat er – neben rechtswissenschaftlichen Arbeiten – eine Reihe von Artikeln zur Geschichte der Navigation und eine Bibliographie der Geschichte der Navigation in deutscher Sprache veröffentlicht. Im November 2012 wurde er zum assoziierten Mitglied der Academia de Marinha, des wissenschaftlichen Instituts der portugiesischen Marine, gewählt. Er ist Mitglied der International Commission for the History of Nautical Science.